# Alter Schlachthof Aachen

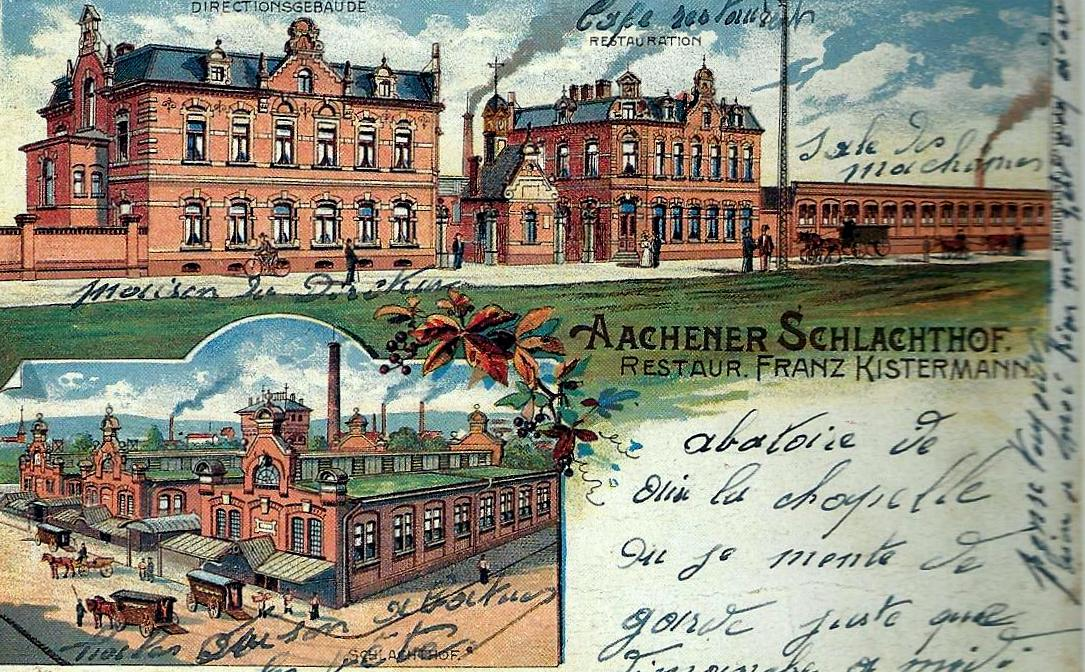
Alter Schlachthof um 1900, oben (v. l. n. r.) Direktionsgebäude, Portierhaus, Restaurantgebäude, Maschinenhalle; unten: Kälber-, Rinder- und Schweineschlachthalle

Der Alte Schlachthof Aachen war ein städtischer Gebäudekomplex der Stadt Aachen zur Schlachtung von Vieh für die Fleischgewinnung. Er wurde zwischen 1890 und 1894 auf einem großräumigen Areal im Nordviertel Aachens im Bereich der heutigen Metzger- und Liebigstraße mit Anschluss an die Aachener Industriebahn erbaut und in den Jahren 1904 bis 1906 sowie 1927 bis 1930 erweitert und ergänzt. Im Jahr 2002 wurde der Schlachtbetrieb eingestellt. Anschließend wurden die erhaltenswürdigen Gebäude im Stil der Neorenaissance schrittweise umfangreich restauriert und saniert sowie zu Gewerbe-, Büro- und Veranstaltungsräumen umfunktioniert. Seit 2013 stehen sie unter Denkmalschutz.

## Geschichte
Im ausgehenden Spätmittelalter lag die Schlachtung in Aachen in der Verantwortung der einzelnen Metzger, die sich gemäß dem Ersten Aachener Gaffelbrief ab 1450 in einer eigenen Zunft zusammengeschlossen hatten. Im 16. Jahrhundert wurde die Schlachtung zentralisiert und 1585 in der Kockerellstraße auf Höhe Haus Nr. 17 das erste offizielle Schlachthaus eingerichtet sowie an der Ecke zur Kockerellstraße/Jakobstraße die zentrale Fleischhalle, auch halle antiqua oder alde Halle genannt. Trotz der Nähe zum zentralen Marktplatz fand der Viehhandel jedoch am damaligen Schweinemarkt statt, der sich am Rande der inneren Stadtmauer auf dem Gelände des 1780 von Johann Gerhard Schervier erbauten Kupferhofs an der Ecke Templergraben/Eilfschornsteinstraße befand. Mit Beginn der preußischen Verwaltung in Aachen ab 1815 beschloss der Stadtrat, eine neue Fleischerhalle zwischen Hühnermarkt und Büchel zu errichten, die 1820 eröffnet wurde und die folgerichtig als halle nova oder nuwe halle bezeichnet wurde. Im Gegenzug wurde die halle antiqua niedergerissen und an ihrer Stelle 1829 von Adam Franz Friedrich Leydel das Gasthaus Eijene Keiser Karl erbaut. Aufgrund des erhöhten Schlachtbedarfs wurde darüber hinaus zwischen 1839 und 1841 eine neue Schlachthalle, die sich bereits an der klassischen Ordnung der Schlachthofarchitektur orientierte, nach Plänen von Friedrich Joseph Ark auf der Südseite des Lindenplatzes erbaut.
Massive Hygieneprobleme und zahlreiche Cholerafälle in der zweiten Hälfte des 19. Jahrhunderts führten jedoch dazu, dass mit der Planung einer Auslagerung des Schlachthofes außerhalb der alten Stadtmauern begonnen wurde. Dazu boten sich noch freie Flächen in dem aufstrebenden Industriegebiet zwischen Jülicher Straße und Grüner Weg im Aachener Nordviertel an, da es zusätzlich durch die Aachener Industriebahn und mit dem Bahnhof Aachen Nord über eine zeitgemäße Infrastruktur verfügte. Zunächst wurde 1877 der amtierende Aachener Stadtbaumeister Josef Stübben mit einer ersten Planung beauftragt, der sich nach Rücksprache mit dem damaligen Spezialisten für Schlachthofbau, Georg Osthoff, für ein Modell entschied, das dem neuen Schlachthof in Hannover nachempfunden war. Unter Stübben, der 1881 Aachen verließ, wurden die Pläne ebenso wenig umgesetzt wie unter seinem Nachfolger Johannes Richter. Erst Joseph Laurent, der 1886 Richter folgte, und der Regierungsbaurat Carl Heuser konkretisierten die Entwürfe Richters, und der Bau der neuen Schlachthofanlage konnte zwischen 1890 und 1894 in dem dafür vorgesehenen Gewerbegebiet umgesetzt werden. Zugleich wurde die halle nova am Büchel durch das neue Büchelpalais und die Schlachthalle am Lindenplatz durch die Kapelle nebst weiteren Anbauten des neu eingerichteten benachbarten Franziskus-Klosters in der Paulusstraße ersetzt.
Der Ursprungskomplex des neuen Schlachthofes bestand aus dem Direktions- und Verwaltungsgebäude, dem Portierhaus, dem Restaurant- und Wirtschaftsgebäude mit der angeschlossenen Maschinenhalle, dem Großviehmarktstall, zwei Groß- und Kleinviehschlachthallen, einer Schweine- und einer Pferdeschlachthalle sowie der Kuttlerei mit dem Düngerhaus, einem Kühlhaus und einer Technikhalle mit Wasserturm für die eigene Energieversorgung. Verantwortlich für den gesamten Ablauf auf dem Schlachthof war der Verwaltungsdirektor, der ein ausgebildeter und speziell qualifizierter Veterinärmediziner sein musste.

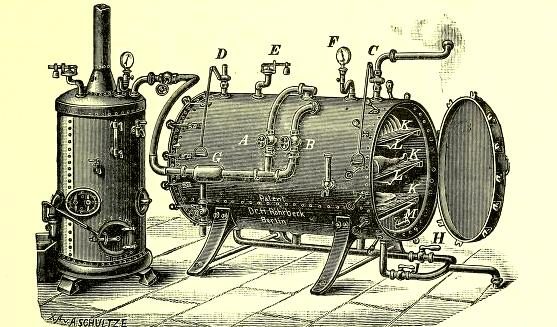
Fleischdesinfektor der Firma H. Rohrbeck

Die Schlachthofanlage war dafür ausgelegt, dass neben der üblichen Fleischverarbeitung auch eine gemeinschaftliche Verwertung der Häute und Felle durchgeführt werden konnte, wofür eigene Räume zum Trocknen und Salzen der Häute zur Verfügung standen. Des Weiteren sorgte ein von der Firma Hermann Rohrbeck aus Berlin angeschaffter „Desinfektor-Apparat“ dafür, dass das Fleisch kranker Tiere unter Dampfdruck und bei einer Temperatur von rund 120 Grad in einem mehrstündigen Kochprozess quasi sterilisiert werden konnte.
Von der Technikhalle aus wurde der Schlachthof mit elektrischem Licht versorgt, das unter anderem durch zwei Dynamomaschinen erzeugt wurde, die ihrerseits von zwei Dampfmaschinen angetrieben wurden. Zwei kombinierte Cornwall-Röhrendampfkessel der benachbarten Firma Piedboeuf lieferten den notwendigen Dampf sowie das heiße Wasser für die Schlachthäuser und die Firma Linde stattete das Kühlhaus unter anderem mit einer Ammoniak-Kompressions-Kühlmaschine aus.
Zwischen 1899 und 1903 wurde für die Mitarbeiter des Schlachthofes eine Werkssiedlung nach Plänen von Hermann Thelen außerhalb der Anlage erbaut. Anschließend erfolgte zwischen 1904 und 1906 eine Renovierung und Ausstattung der Schlachthallen, in denen fortan nach Tierarten separiert und mit moderner Technik geschlachtet werden sollte. Darüber hinaus erhielten die nun für die Kälber-, Rinder- und Schweineschlachtung genutzten Hallen an ihrer jeweiligen Ostseite einen Verbindungstrakt, die so genannte Verkehrshalle, an deren äußerer Längsseite zudem ein weiteres Kühlhaus errichtet wurde, das partiell an die Aachener Metzger vermietet wurde. Andererorts geschlachtetes Fleisch durfte nur dann ins Kühlhaus gelagert werden, wenn die Räumlichkeiten nicht von den Aachener Betrieben beansprucht wurde. Die erweiterten Lagerkapazitäten in den Kühlräumen der neuen Verkehrshalle waren dadurch notwendig geworden, weil gemäß Ministerialerlass vom 18. November 1897 die Aufbewahrung des Fleisches über einen Zeitraum von 21 Tagen unter öffentlicher Kontrolle verordnet worden war. Die Pacht für solche Räume belief sich auf rund 25 Goldmark je Quadratmeter der Kühlzelle pro Tag.
Nach dem Ersten Weltkrieg und weiter gestiegenen Anforderungen plante die Stadtverwaltung, die Gesamtanlage erneut zu erweitern und zu modernisieren. Die Pläne hierzu wurden 1926 auf der GeSoLei in Düsseldorf von Wilhelm Kreis vorgestellt und Teile davon zwischen 1927 und 1930 nach Plänen des Stadtbaurats Wilhelm Kirchbauer umgesetzt. Schwerpunkte hierbei waren der Bau einer neuen Fleischmarkthalle, einer Bogenhalle als Fleischabholhalle und ein daran angebautes imposantes rechteckiges Turmgebäude, das als Treppenhaus und Uhrenturm diente. Des Weiteren kam noch eine Markthalle für Großvieh hinzu, die 1938 um eine weitere Großmarkthalle ergänzt wurde, sowie der Bau eines Blocks für das Schauamt. Darüber hinaus eröffnete 1935 die Aachener Bank ihre erste Zweigstelle auf dem Gelände des Aachener Schlachthofes. Im Zweiten Weltkrieg wurde der Aachener Schlachthof durch Bombentreffer stark in Mitleidenschaft gezogen und musste anschließend wieder aufgebaut werden, wobei auf den Wiederaufbau der Fleischmarkthalle, des zweiten Kühlhauses und der Großmarkthalle verzichtet wurde.
Im Jahr 1977 wurde der Schlachthofbetrieb durch städtischen Beschluss mit den Stimmen der CDU und FDP und gegen die Überzeugung der SPD privatisiert und von der „Vieh- und Fleischversorgung Aachen e. V.“, einer Genossenschaft mit 130 Mitgliedern, gepachtet. Nach offizieller Stilllegung der Bahnstrecke nach Jülich und Rothe Erde zu Beginn der 1980er-Jahre gab es zunehmend Transportprobleme, und der Schlachtbetrieb wurde schrittweise auf andere Orte in der Städteregion Aachen verteilt und im Jahr 2002 endgültig eingestellt. Nachdem im Jahr 2007 das Pachtverhältnis geendet hatte, konnte die Stadt Aachen wieder über das rund 37.000 m² große Grundstück verfügen und nach teils langjährigen Planungen mit den Veräußerungen der einzelnen Objekte beginnen.

## Charakteristik
Die Aachener Schlachthofanlage entsprach dem „französischen Schlachthaustyp“, der sich seit der Durchsetzung des Schlachthofzwangs in Frankreich zwischen 1807 und 1810 entwickelt hat und bei dem Vieh- und Schlachthof getrennt und der eigentliche Schlachtbetrieb in separat angeordneten Hallen und Betriebsgebäuden durchgeführt wurde. Dagegen waren bei der „deutschen Anordnung“ alle Einzelfunktionen in einem zusammenhängenden Baukomplex um einen zentralen Hof untergebracht und die Zwischenräume verbunden und überdacht. Dies bedeutete für die Aachener Anlage, dass das Vieh über den Gleisanschluss der Industriebahn im Bereich der Liebigstraße zunächst in die Großviehmarkthallen aufgenommen wurde, von denen heute nur noch die Kälbermarkthalle erhalten ist. Von dort wurde es über einen großen offenen Innenhof in die einzelnen Schlachthallen geführt, die ab 1904 nach Tierarten getrennt wurden. Lediglich die Pferdeschlachthalle hatte einen separaten Standort außerhalb des Innenhofes und einen Zugang von der Feldstraße. Im nordöstlichen Bereich des Hofes befanden sich die Kuttlerei und das Düngerhaus, und an der südöstlichen Schmalseite zwischen dem Verwaltungs- und Direktionsgebäude einerseits und dem Kantinengebäude andererseits der offizielle Haupteingang mit einem Portierhaus in Insellage, auf dessen Dachreiter eine kleine Werksuhr aufmontiert war.
Die Kühlhäuser und die Technikhalle mit dem Wasserturm sowie das Kesselhaus mit Schornstein und Kohlenlager für die Dampfmaschinen schlossen sich am Rande der inneren Hofanlage im Nordosten an. Die zwischen den Weltkriegen errichteten Erweiterungsbauten wurden dagegen auf einer freien Fläche stadtnäher im Südosten der Schlachthofanlage im Bereich der Kreuzung Feldstraße/Metzgerstraße erbaut. Damit wurde dem Käufer der geschlachteten Ware der Zugang zum inneren Schlachtbereich erspart und er konnte von der Stadtseite aus in den entsprechenden Großmarkt- und Fleischabholhallen seine Einkäufe sichten und tätigen. Zugleich wurde bei den Ergänzungsbauten von 1930 mit der Fleischabholhalle/Bogenhalle und dem stadtwärts ausgerichteten Uhrenturm in verkleinerter Form eine repräsentative Bauform angewandt, die sonst den Rathäusern oder Bahnhöfen vorbehalten war.
Eine besondere konstruktionsgeschichtliche Rolle stellen die gusseisernen Stützen in den ersterbauten Hallen und die Betonbogenbinder in der neueren Fleischabholhalle dar. Bei den Stützen, die meist bei Stockwerksbauten in der Textilindustrie und im Speicherhausbau Verwendung fanden, handelt es sich um vorwiegend zu Stützen und Bindern zusammengesetzten gewalzten Profile mit eher ungewöhnlichen Höhenmaßen. Eine Besonderheit sind dabei die elegant geformten Konsolträger zur Verbindung von Stützen und Unterzügen.
Die von Kirchbauer erstellte Bogenhalle gehört mit ihren mächtigen Stahlbetonbogenbindern zu den wenigen noch erhaltenen profanen Beispielen dieser raumgreifenden Hallenarchitektur, die ihr Vorbild in der von Richard Schachner entworfenen Großmarkthalle München hat. Ihr architektonischer Stil ist der Avantgarde angelehnt und von den kubischen Formen der Bauhaus-Architektur beeinflusst und war Ausdruck eines neuen bürgerlichen Selbstbewusstseins in der Zeit der Weimarer Republik.

## Denkmalgeschützte Bauten

### Verwaltungs- und Direktionsgebäude

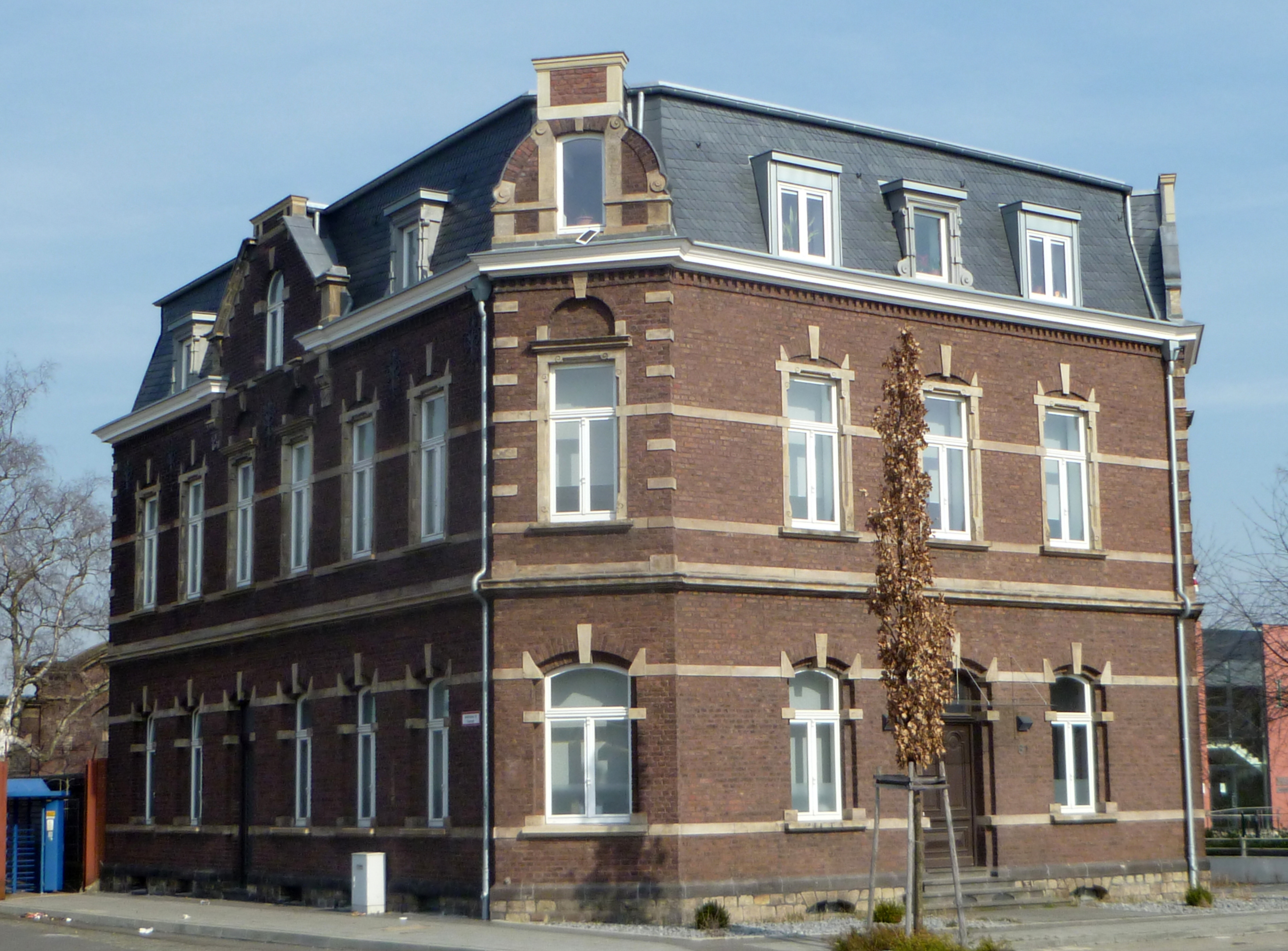
Verwaltungs- und Direktionsgebäude
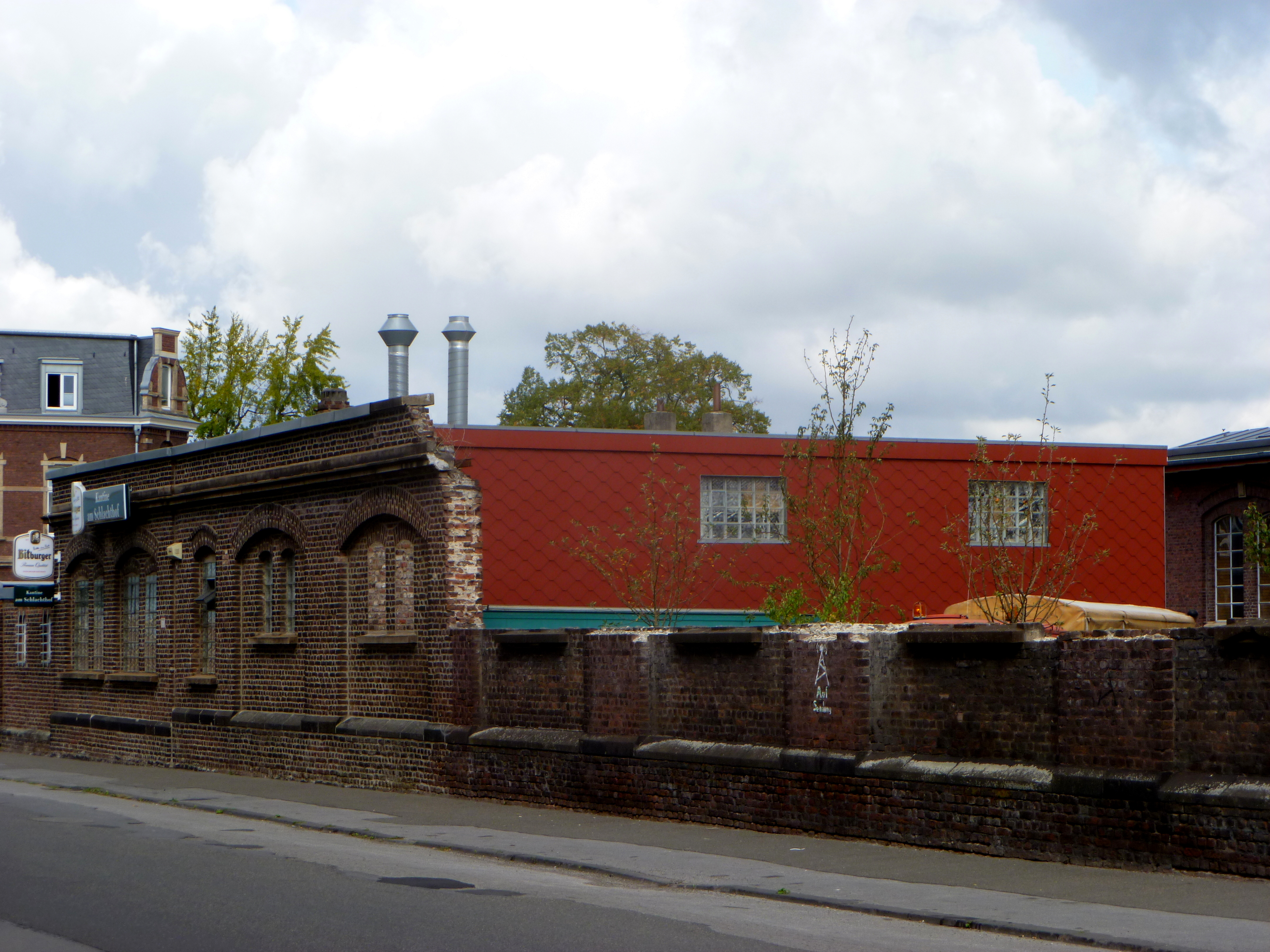
Alte Vorderwand der Maschinenhalle mit angebautem neuen Kantinengebäude; links im Hintergrund das Direktionsgebäude

Metzgerstraße 61 (früher 20, Lage): Das Verwaltungs- und Direktionsgebäude sowie ehemaliger Sitz der „Landwirtschaftlichen Viehverwertungs-Genossenschaft eGmbH“ und des „Veterinäramtes der Stadt Aachen“ ist ein zweigeschossiger Backsteinbau über drei zu sechs Achsen mit abgerundeten einachsigen Hausecken zur Metzgerstraße und zum Verteilerplatz sowie aufgesetztem Mansarddach. Die beiden Mittelachsen mit den kleinen Seiteneingängen in den Längsseiten sind durch einen abgeschnittenen Dreiecksgiebel und die Eckachse durch einen Rundgiebel betont, auf dem sich in früheren Jahren doppeltgeschwungene Spitzen befanden. Der Haupteingang befindet sich hofseitig in der Mittelachse der Schmalseite des Gebäudes.
Die Geschossebenen sind durch ein durchgehendes Gesims ebenso betont wie die Sohlbänke der hölzernen Fenster mit einer durchgehenden Kunststeinverbindung. Im unteren Geschoss wurden Rundbogenfenster eingebaut, wogegen im oberen Geschoss Rechteckfenster in Rundbogennischen verwendet wurden, die mit einer Rahmung aus Kalksandstein versehen sind. Die Fassaden sind mit Hausteinelementen und mit kunstvoll geschmiedeten Mauerankern im Stile der Neorenaissance versehen.
In Verlängerung der Längsseite befand sich einst, getrennt durch den Haupteingang zum Schlachthof mit dem Portierhaus, das auf einer alten Postkarte als Restauration bezeichnete Restaurant- und Wirtschaftsgebäude, das in Stil und Form spiegelverkehrt dem Direktionsgebäude entsprach. Hier befindet sich heute lediglich ein Parkplatz. Von der ehemals daran angrenzenden Maschinenhalle (auf der alten Postkarte als sal(l)e des machines gekennzeichnet) sind nur noch Reste der historischen Straßenfassade erhalten geblieben, an die ein neues Kantinengebäude angebaut wurde.

### Kälbermarkthalle

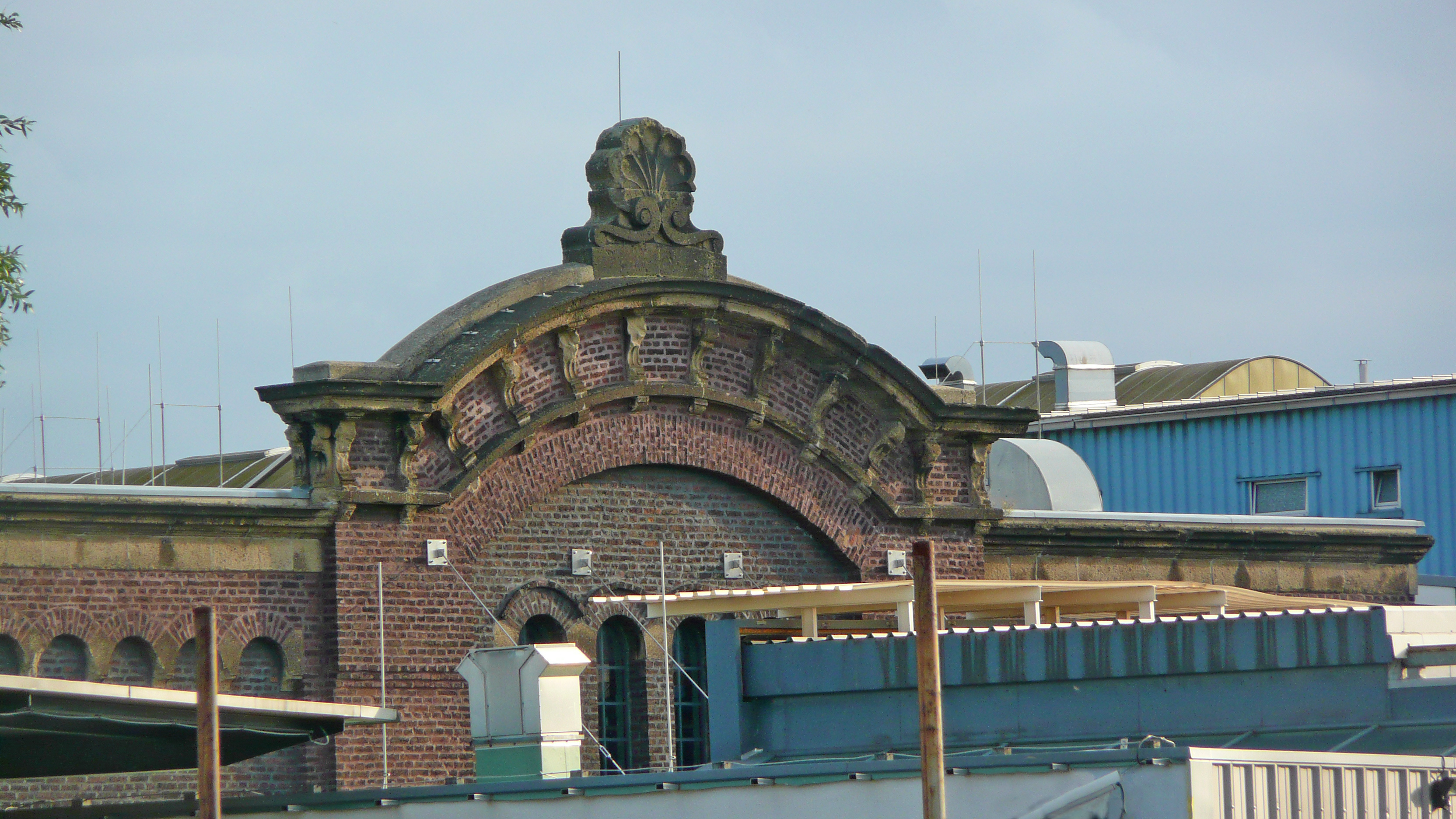
Kälbermarkthalle; Ansicht Liebigstraße

Liebigstraße (ohne Nr., Lage): Die Kälbermarkthalle schließt sich hinter dem Direktionsgebäude mit direktem Zugang zum Bahngleis an. Sie wurde ursprünglich als Großviehmarktstall erbaut, in dem das angelieferte Vieh vor Verteilung auf die einzelnen Schlachthallen gemustert und gewogen wurde. Hierbei handelt es sich um ein nach außen zweigeschossiges Backsteingebäude mit flachem Satteldach, wobei sich im Inneren des Obergeschosses der Heuboden befindet. In den Stirnseiten sind im Untergeschoss die doppelflügeligen Türen sowie an den Seitenwänden zwillingsweise zusammengefassten Segmentbogenfenster und im Obergeschoss schmale Öffnungen zur Belüftung der Heuböden eingelassen. Markant sind die segmentförmig gebogenen Giebelaufbauten an den beiden Stirnseiten, die in der Traufe von einem wuchtigen Konsolengesims betont werden und an dessen nordwestlichem Aufbau die muschelförmige Ornamentik erhalten geblieben ist. Die zurückversetzten Wandfelder an den Seitenflächen der Stirnseiten werden von mehrfach geschwungenen Rundbogenfriesen bekrönt.
Der Innenbereich der Halle war ursprünglich mit drei Reihen gusseisernen Stützen vierschiffig gegliedert und mit einer Kappendecke auf durchlaufenden Blechträgern ausgestattet. Im Rahmen der Umbaumaßnahmen zur Diskothek wurde ein Großteil der Innenkonstruktion sowie des Westgiebels maßgeblich verändert, ohne jedoch das Gebäude in seiner Gesamtwirkung zu beeinträchtigen.

### Kälber-, Rinder- und Schweineschlachthallen

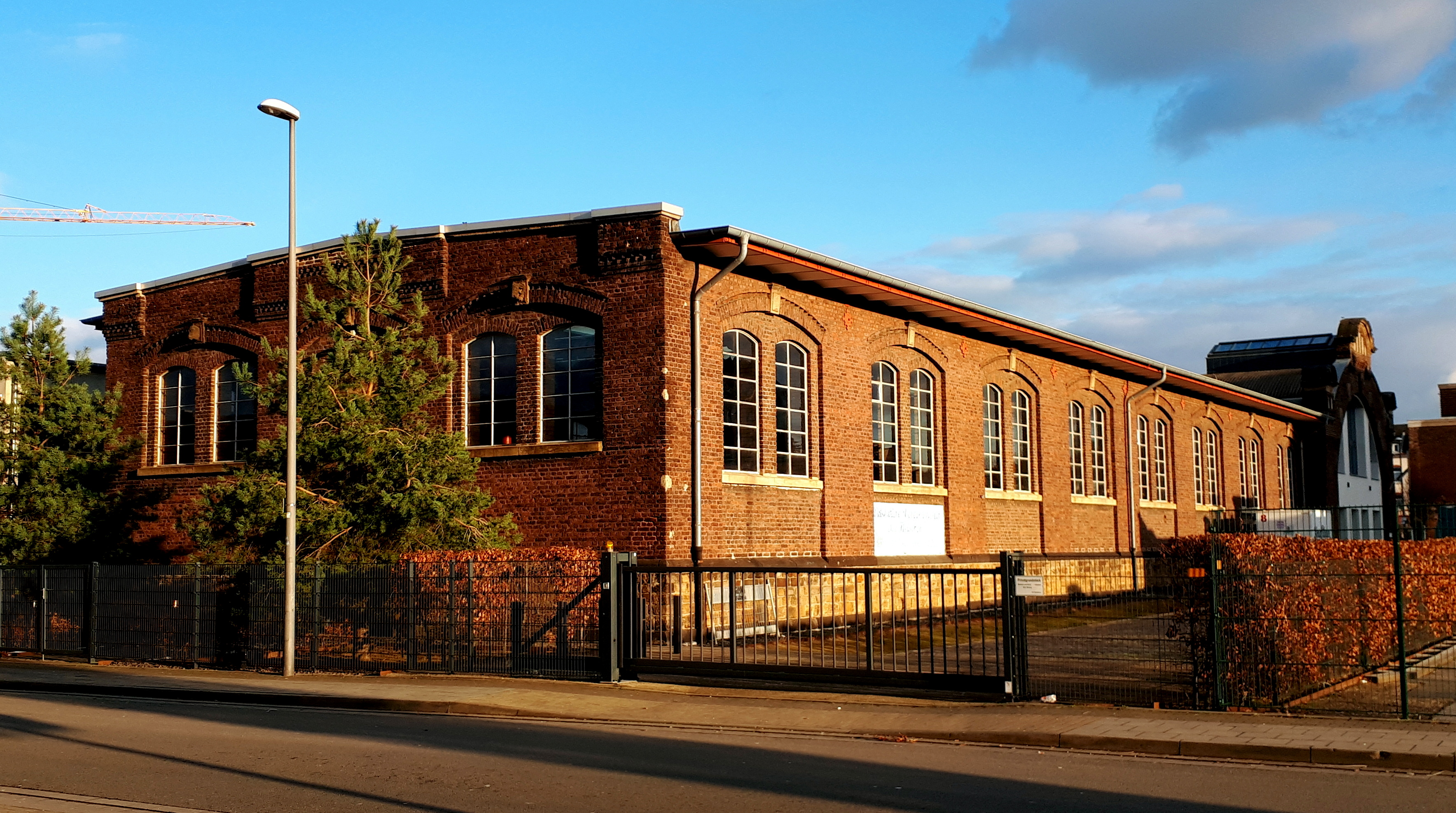
Kälberschlachthalle
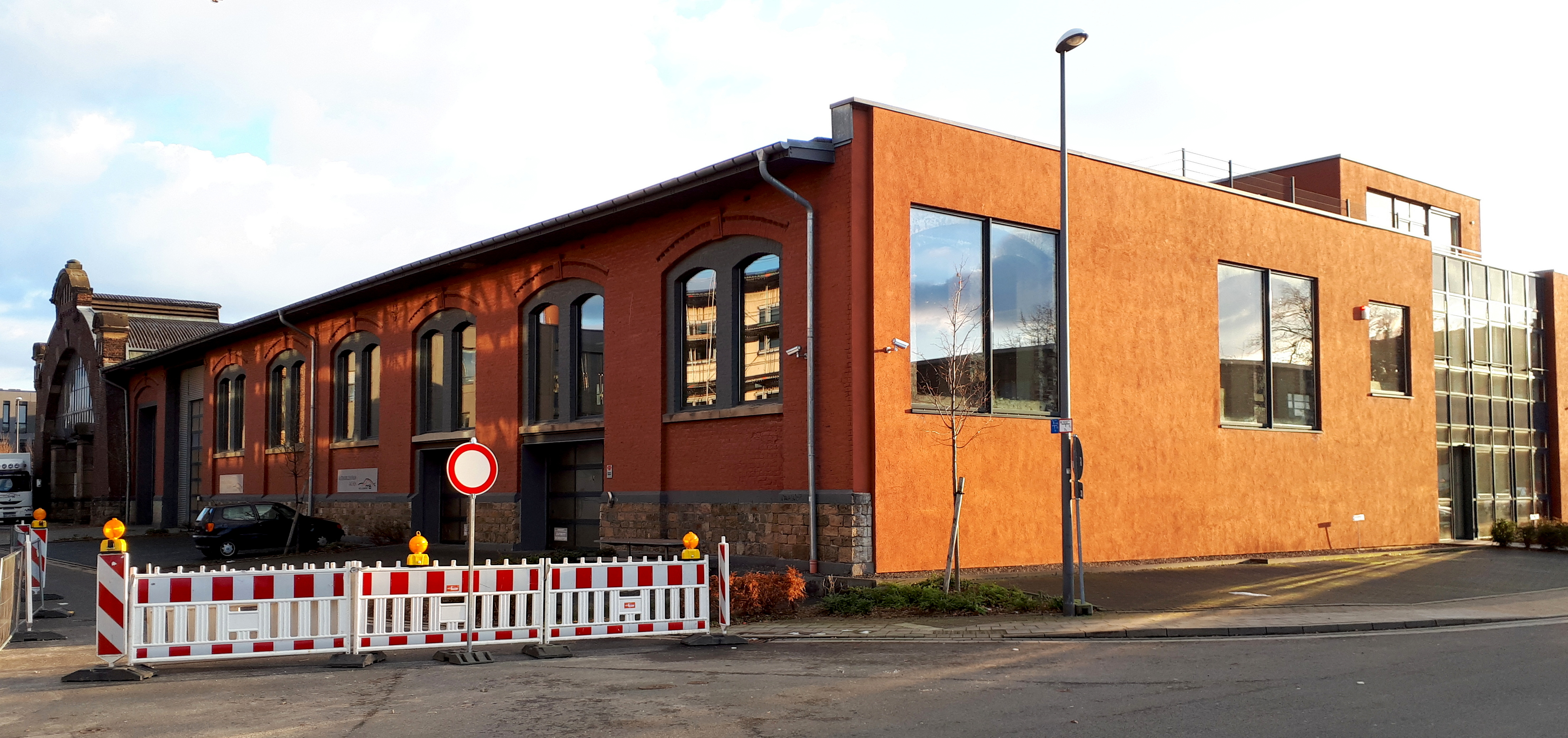
Schweineschlachthalle mit integriertem altem Gebäudebestand

Metzgerstraße 60–66 (Lage): Von den drei ursprünglich im gleichen Stil erbauten Schlachthallen auf der südöstlichen Seite des Verteilerplatzes ist lediglich die westliche Kälberschlachthalle noch fast vollständig erhalten, die benachbarten Rinder- und Schweineschlachthallen dagegen nur in Teilen, die jedoch bei den Sanierungsarbeiten denkmalschutzgerecht mitintegriert wurden. Es handelt sich hierbei um achtachsige und auf einem Sandsteinsockel hochgezogene Backsteinbauten mit flachem Satteldach. In den einzelnen Achsen sind mit Blendbögen zusammengefasste Fensterpaare eingelassen und die Keilsteine der hofseitigen Segmentbögen sind mit Tiermotiven versehen. In früheren Jahren waren die Mittelachsen beider Stirnseiten mit jeweils einem wuchtigen Giebelaufbau geschmückt, in dem ein Inschriftenstein mit den Angaben zur Hallenfunktion eingelassen war.
Der Innenraum der Hallen ist durch zwei Reihen gusseiserner Stützen dreischiffig gegliedert, wobei das leicht erhöhte Mittelschiff für die Belüftung und Belichtung über einen Glasstreifen verfügt. Die Dachkonstruktion besteht aus Vollwandträgern über den Seitenschiffen und parallelen Gitterträgern mit Strebenfachwerk über dem Mittelschiff. Die Seitenwände sind mit gelben Ziegelsteinen bekleidet, die mit Mustern aus roten Ziegeln geschmückt sind.
Im Zuge des rückseitigen Anbaus der Verkehrshalle im Jahr 1904, die alle drei Hallen miteinander verbindet, sind die rückseitigen Fassaden aufgelöst worden. Durch ihre Gesamtoptik wurde der Komplex fortan als „Dreifingerhalle“ bezeichnet.

### Pferdeschlachthalle

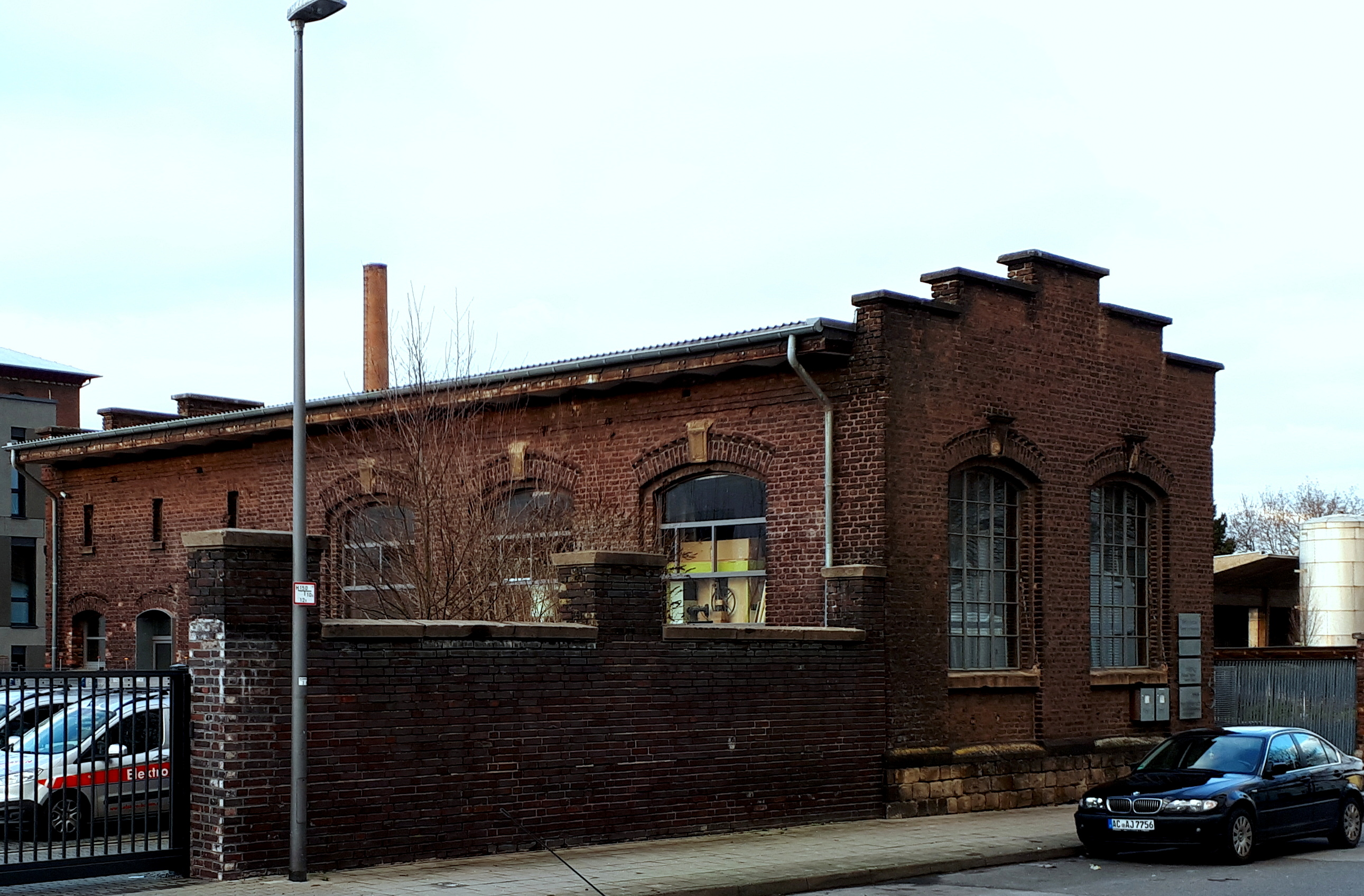
Pferdeschlachthaus

Feldstraße 5 (Lage): Die Pferdeschlachthalle ist als kleinste der Schlachthallen ein sechs zu zweiachsiger rechteckiger Backsteinblock mit treppenartig betontem Vordergiebel und fast flachem Satteldach und war das erste Gebäude, das außerhalb des Verteilerplatzes entlang der Feldstraße errichtet wurde. Das Gebäude ist in zwei Teilbereiche gegliedert, wobei der vordere Bereich mit den großen Segmentbogenfenstern als der eigentlichen Schlachttrakt fungierte und der hintere Bereich mit den kleineren Fenstersegmenten als Stall für bis zu zwölf Pferde mit einem darüber liegenden Heuboden diente. Auch hier weisen an der vorderen Schmalseite die Keilsteine der Segmentbogenfenstern mit ihren Pferdekopfmotiven auf die frühere Verwendung der Halle hin.

### Kuttlerei mit Düngerhaus

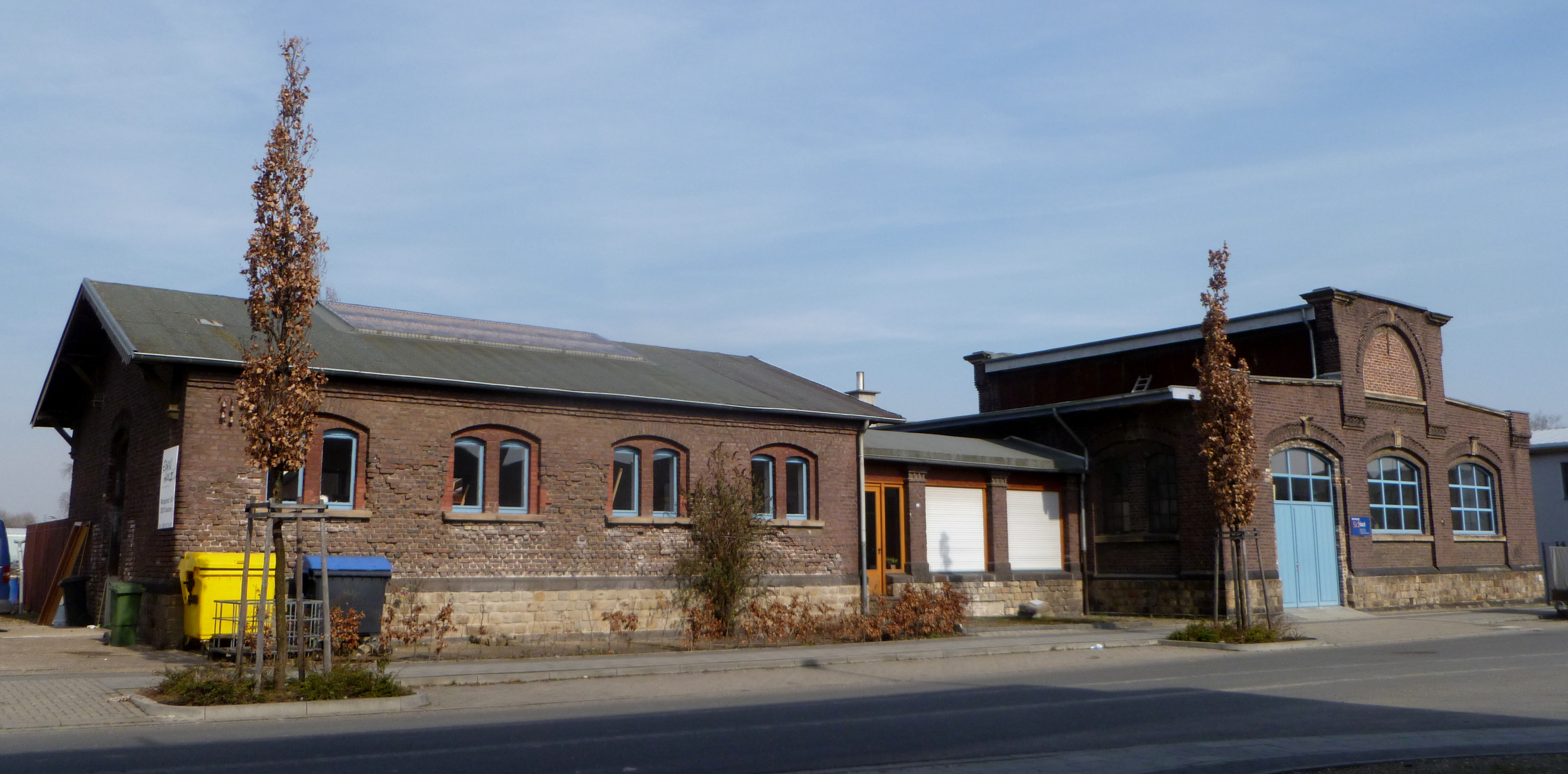
Düngerhaus mit Kuttlerei

Metzgerstraße 69 (Lage): Etwas am Rande des Verteilerplatzes stehen senkrecht zueinander die Kuttlerei und das Düngerhaus, zwei kleinere eingeschossige und auf einem Bruchsteinsockel errichtete Backsteinbauten, die mit einem ursprünglich offenen Laubengang miteinander verbunden sind. Die Kuttlerei ist mit ihrer dreiachsigen Schmalseite zum Innenhof ausgerichtet, deren überhöhte Mittelachse mit einem heute zugemauerten Lünettenfenster ausgestattet ist, hinter dem sich auf dem First des flachen Satteldaches der Lüftungsaufsatz anschließt. Mit Ausnahme der Anschlussstelle zum Düngerhaus sind in den Fassaden segmentbogenartige Fenster- und Türöffnungen eingelassen. Die Innenkonstruktion besteht analog zu den Schlachthallen aus Gusssäulen mit geschwungenen Konsolen und Vollwandträgern.
Das rechteckige Düngerhaus mit seinem flachen und stark auskragenden auf Pfetten erbauten Satteldach verläuft mit seiner Längsseite parallel zur Straße und ist traufseitig mit vier kleineren Zwillingsfenstern in segmentbogigen Wandfeldern ausgestattet.
Im Düngerhaus wurden die Eingeweide des Schlachtviehs zunächst entleert und dann ihre Inhalte in verschließbaren Fahrzeugen abtransportiert. Die gesäuberten Eingeweide kamen anschließend in die Kuttlerei, wo sie zusammen mit Kalbsköpfen und anderen Organen in großen Bottichen gebrüht wurden, die im Mittelteil des Gebäudes standen und mit Dampf aus dem Kesselhaus geheizt wurden.

### Wasserturm

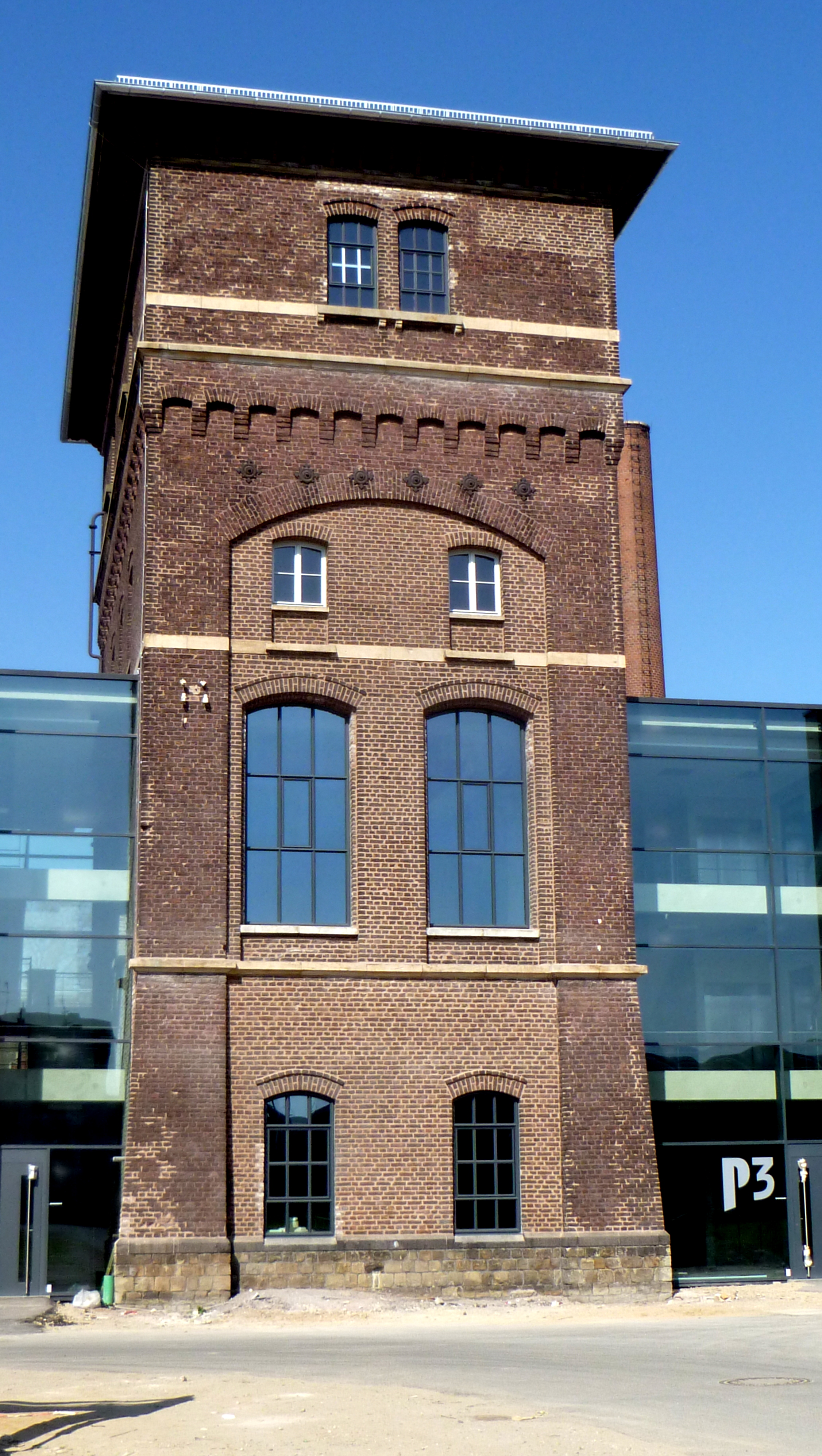
Wasserturm

Am Kraftversorgungsturm 3 (Lage): Der Wasserturm war einst Bestandteil des Technik- und Kesselhauses und ist ein viergeschossiges rechteckiges auf massivem Bruchsteinsockel errichtetes Backsteingebäude mit zwei Achsen an den Schmalseiten und drei an den Längsseiten. Sein auskragendes Zeltdach wird mittels Pfettenköpfen und schrägen Stützpfeilern betont. Die Geschosse sind mit Werksteingesimsen gegliedert und beinhalteten im Untergeschoss den Technikraum für die Stromerzeugung, im ersten Obergeschoss die Behälter für die Ammoniakabkühlung, darüber die Maschinistenwohnung und im vierten Geschoss zwei Wasserbehälter mit einem Fassungsvermögen von 200 m³ für kaltes und 25 m³ für warmes Wasser. Die unteren drei Geschosse in der Vorderfassade sind mit einem durchgehenden segmentbogenartigen Blendbogen zusammengefasst, über dem ein Rundbogenfries mit abgestuften Ziegelkonsolen verläuft.
Nach der Stilllegung ist lediglich der Wasserturm und der zum Kesselhaus gehörende Schornstein hinter dem Turm erhalten geblieben und restauriert worden, alle weiteren Anbauten wurden durch moderne Bürobauten ersetzt.

### Verkehrshalle

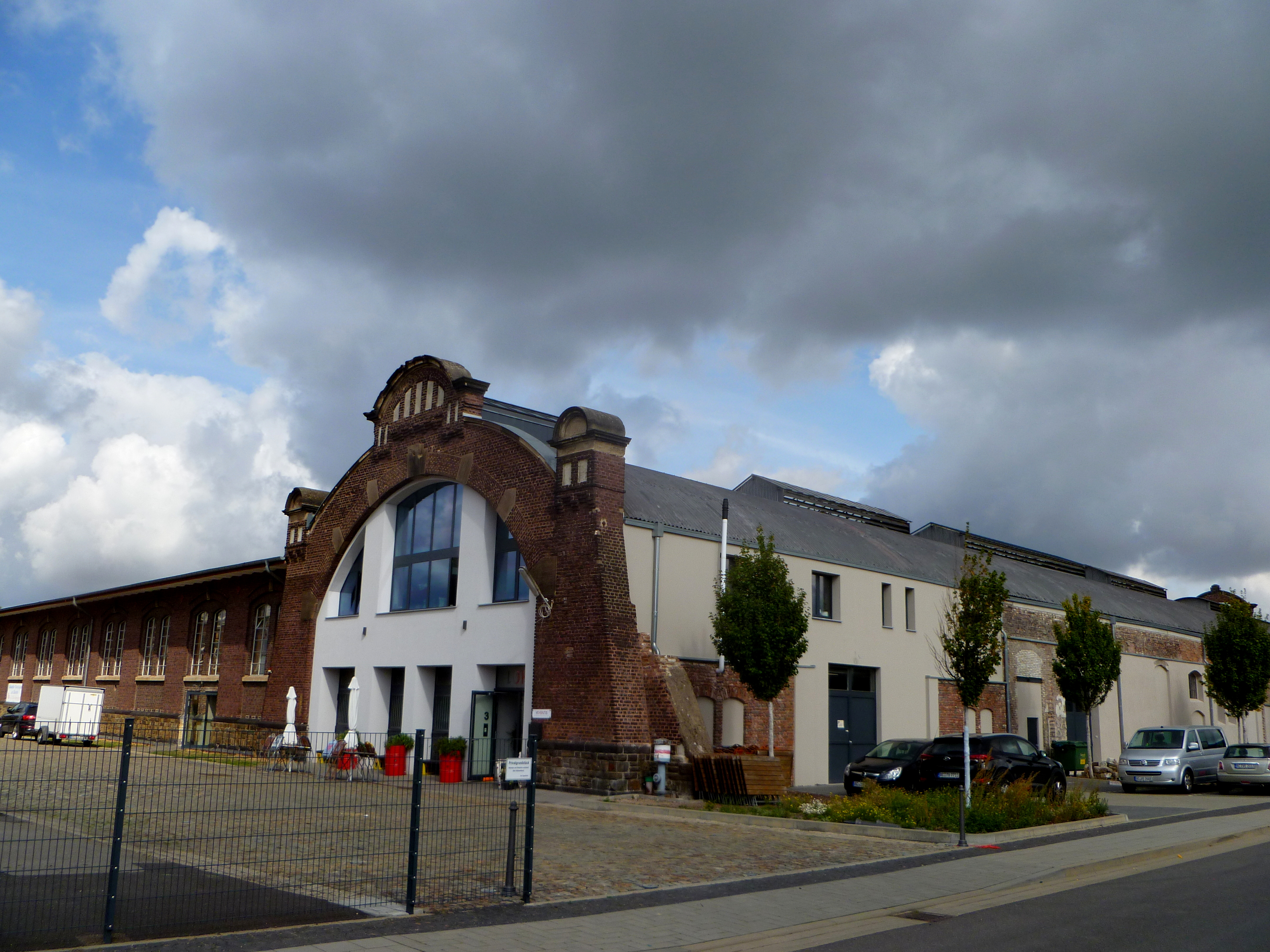
Verkehrshalle, Südansicht

Alter Schlachthof (Alter Schlachthof 3, Lage): Die Verkehrshalle gehörte zusammen mit dem zweiten Kühlhaus zu den ersten Erweiterungsbauten ab 1904. Dabei verband sie mit ihrer inneren Längsseite die drei Schlachthallen an deren Stirnseiten miteinander. Ihrer äußeren Längsseite war mit dem neuen Kühlhaus verbunden, das nach dem Zweiten Weltkrieg nicht mehr aufgebaut worden war. Die lang gestreckte und nach außen zweigeschossig wirkende Halle hat eine Fläche von 70 × 15 Metern und ist 12 Meter hoch und diente als geschützte Verladerampe für das Fleisch zwischen den Betriebsräumen und die durch die Halle fahrenden Transporter. Das Hallendach besteht aus Wellblech, das über 14 Sichelträger gespannt ist und im Verlauf dessen als Dachfirst eine laternenartige Erhöhung mit Lüftungsschlitzen aufgesetzt ist.
Markant sind die beiden ehemals identischen Schmalseiten mit ihren großen Rundbogenöffnungen, die von einem großen Mauerwerksbogen eingefasst sind, der dem Verlauf der Dachbinder folgt und sich zum Boden hin dreiecksartig verbreitert. In dem unteren Verlauf der Mauerbögen sind in gleichmäßigem Abstand fünf Keilsteine aus Naturstein eingelassen. Betont werden sowohl die Mauerbögen durch die beiden Ecktürmchen mit ihren rundbogigen Aufsätzen als auch der rundbogige Mittelgiebel mit seinen senkrechten Putzstreifen.
In der Nordfassade ist die Rundbogenöffnung durch zwei Natursteinpfeiler mit Dreiecksaufsätzen unterteilt, die den oberen rundbogigen Teil des Giebels aus einer Stahl- und Glaskonstruktion stützen. Die südliche Fassade wurde dagegen im Rahmen der Sanierungsarbeiten modern gestaltet und im unteren Bereich mit vier Eingangstüren und darüber mit einem dreigeteilten Rundbogenfenster ausgestattet.

### Schauamt

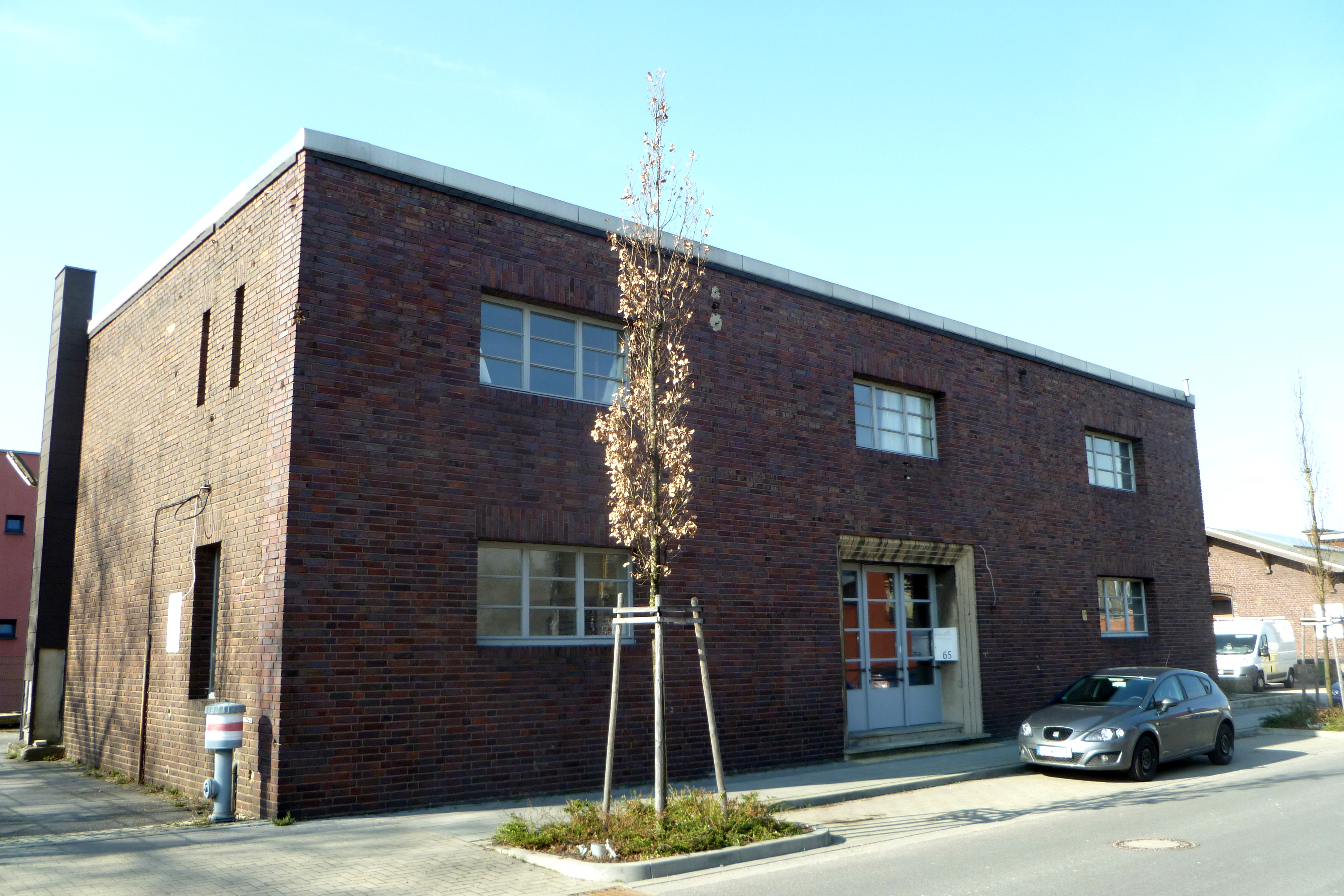
Schauamt

Metzgerstraße 65 (Lage): Das Bürogebäude für das Schauamt der Stadt Aachen entstand im Zuge der letzten Erweiterungsmaßnahmen der Jahre 1927 bis 1930 nach Plänen von Kirchbauer. Hierbei handelt es sich um einen schlichten rechteckigen zweigeschossigen und dreiachsigen Backsteinbau mit der Längsseite parallel zur Straßenflucht. In den schmucklosen Fassaden werden lediglich die Fensterstürze durch senkrecht eingebaute Ziegelsteine hervorgehoben. Die seitlichen Fassaden sind mit nur wenigen schmalen Fensteröffnungen versehen, wogegen in den Achsen quer-rechteckige Sprossenfenster eingebaut sind. Diesem Sprossenmuster passt sich die dreiflügelige, fast quadratische Tür in der Mittelachse mit ihrer Verglasung stilistisch an.

### Fleischabholhalle mit Uhrenturm

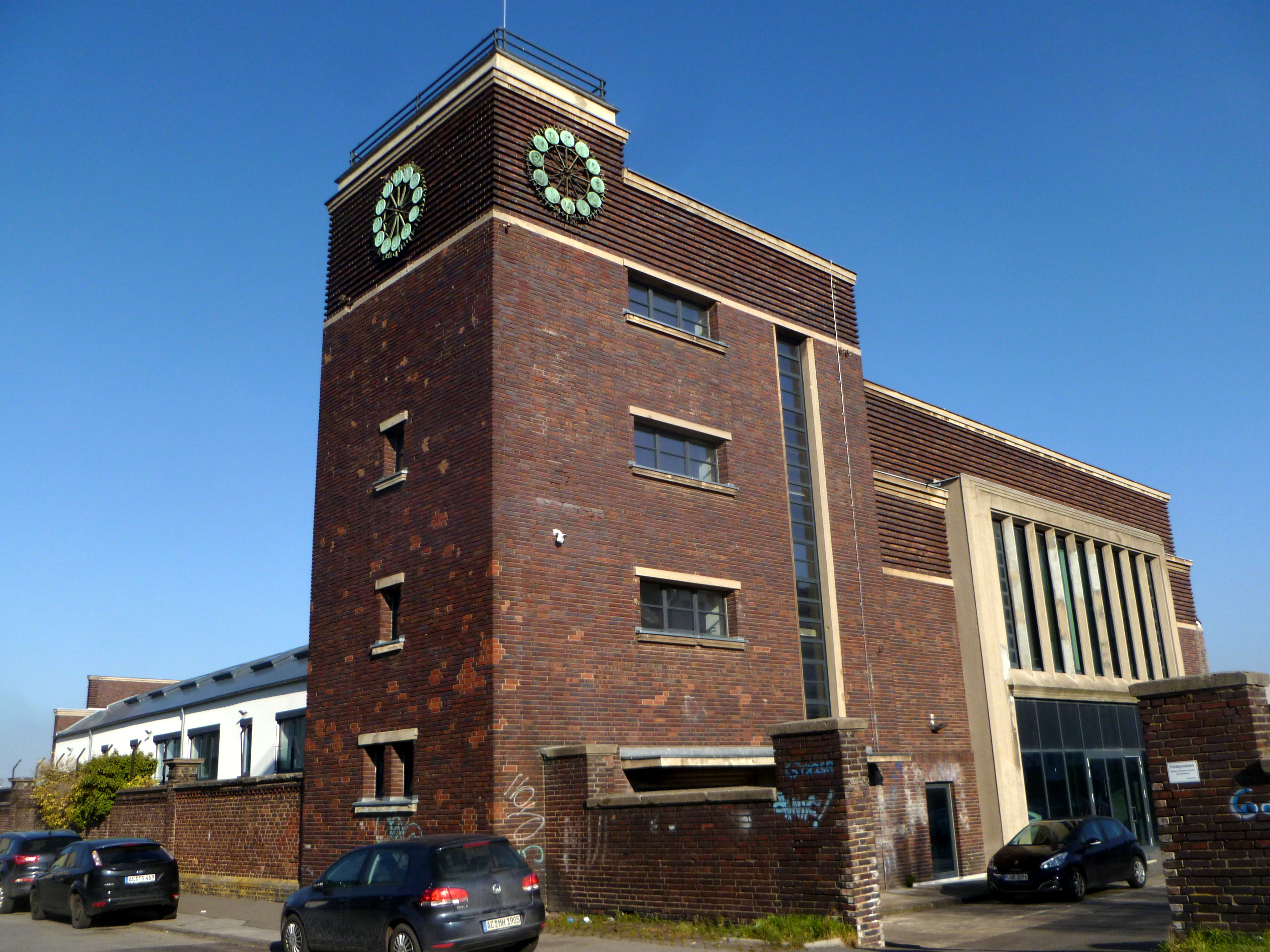
Fleischabholhalle (Bogenhalle) mit Uhrenturm; Ostansicht
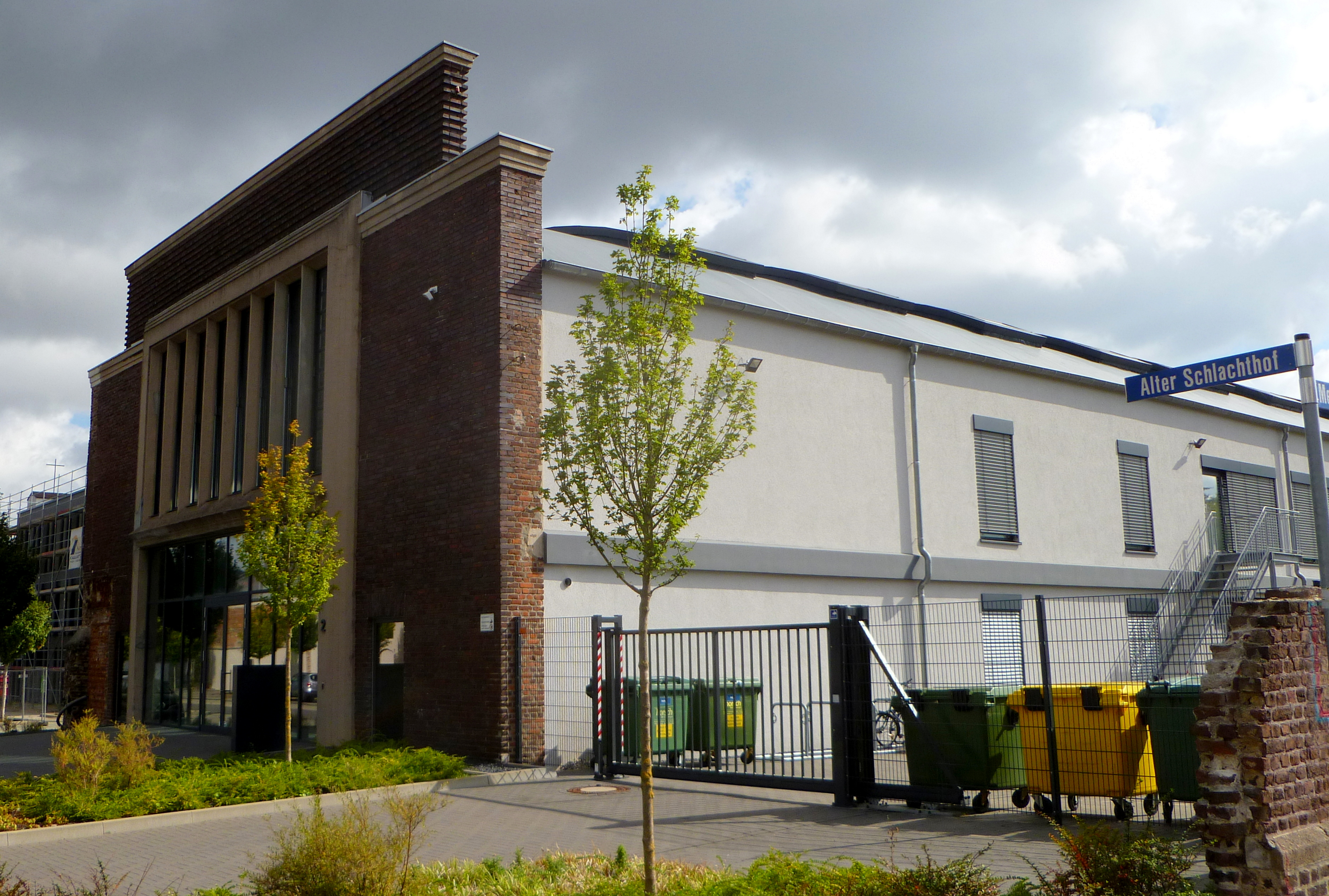
Bogenhalle; Westansicht

Metzgerstraße 10 (Lage): Von den weiteren Bauten Kichbauers bestehen ferner noch die ehemalige Fleischabholhalle, auch als Bogenhalle bezeichnet, und der als Treppenhaus dienende Uhrenturm, wobei die nicht mehr vorhandene Großmarkthalle im Bau identisch mit der Fleischabholhalle war und parallel zu ihr angebaut war. Ebenso wie die erwähnte Verkehrshalle diente auch die Fleischabholhalle zur Verladung der Ware auf die Fahrzeuge.
Die Halle mit den Maßen 65 × 18 Metern bei einer Höhe von 11 Metern besteht aus Backsteinaußenwänden, auf denen das Zementschalendach auf neun Stahlbetonbogenbindern ruht. Die markanten Kopfseiten sind der Halle vorgestellt und ragen über sie hinaus, sodass die Rundungen der Bogenhalle in deren Fassade nicht abzulesen sind. Dominierend in den Kopfseiten sind die großen Portalrahmen aus Kunststein, die auf halber Höhe durch horizontale Sturzbalken geteilt sind, über denen vertikale, schlankhochrechteckige Fensteröffnungen in der Fassade eingelassen sind. Ebenso auffällig und charakteristisch ist das mit wulstigen Gesims- und Kopfbänder eingesetzte Flächenornament, das bei der zur Feldstraße zeigenden Fassade auf den dort angebauten Uhrenturm übergeht.
Der als letztes Bauwerk 1930 und unter gleichen Aspekten wie die Bogenhalle entstandene viereinhalb geschossige rechteckige Uhrenturm in Backsteinbauweise wird an seinen Fassaden geprägt durch ein durchlaufendes Fensterband im Treppenhausbereich, schlitzartige Horizontalfenster in den Geschossen und drei große Uhren im überhöht ausgebildeten Turmeckbereich, die die kleine Uhr auf dem Portierhaus ablösten. Die Fenster- und die große Doppeltür im Erdgeschoss sind mit Kunststeinrahmungen eingefasst und der Eingangsbereich zusätzlich mit einer horizontalen Verdachung versehen.
Die Aufteilung im Inneren des Turmes und das überdimensionierte Treppenhaus lassen darauf schließen, dass weitere Anbauten wie beispielsweise ein dreigeschossiger Bürotrakt vorgesehen waren. Der Außenbereich der Fleischabholhalle und des Uhrenturmes ist hofartig zur Metzger- und Feldstraße hin mit einer Backsteinmauer eingefasst, die durch über die Mauer hinausragende Pfeiler gegliedert ist. Mauer und Pfeiler sind mit Kunststeinplatten bedeckt.

## Heutige Nutzung

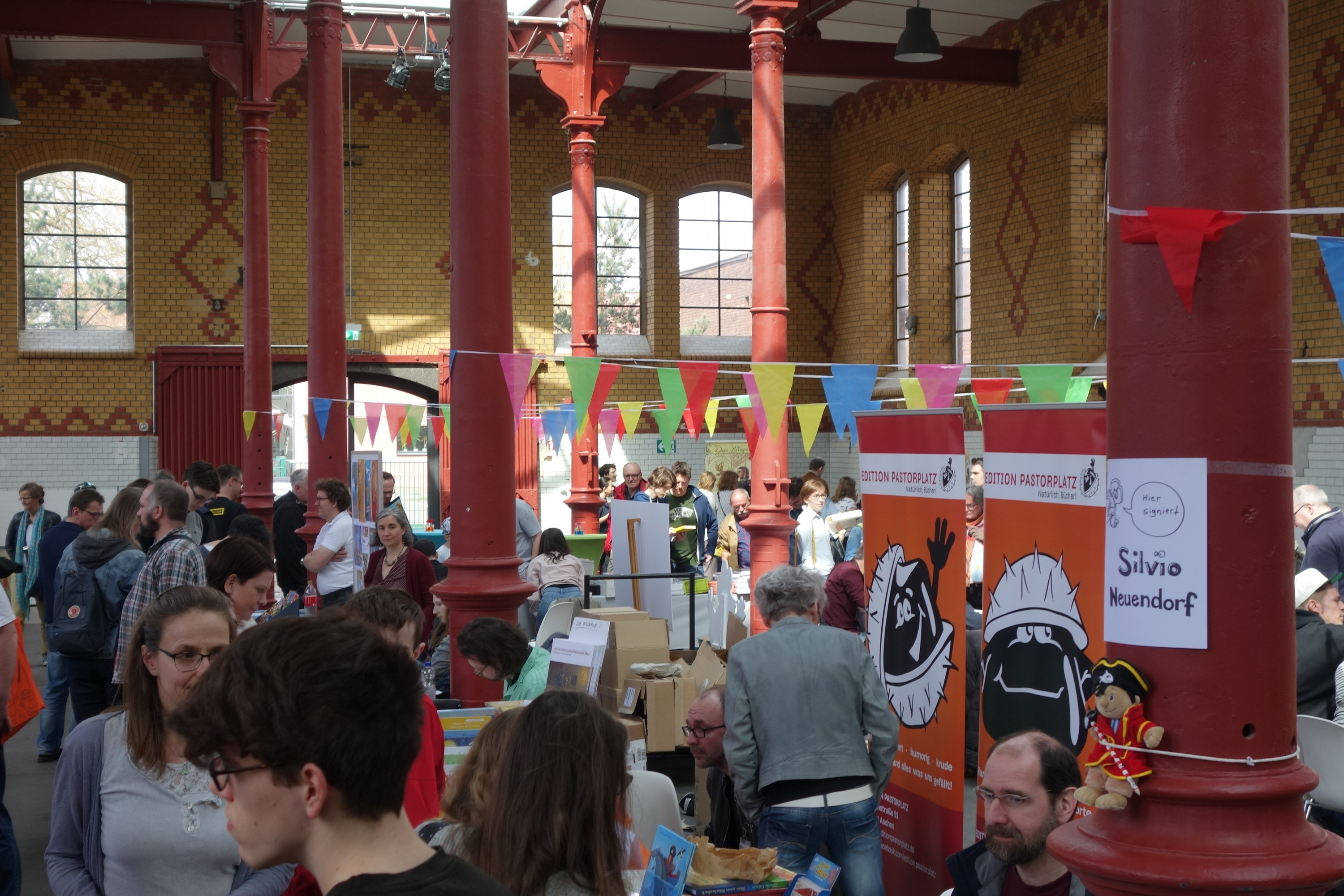
Comiciade 2018 in der Kälberschlachthalle

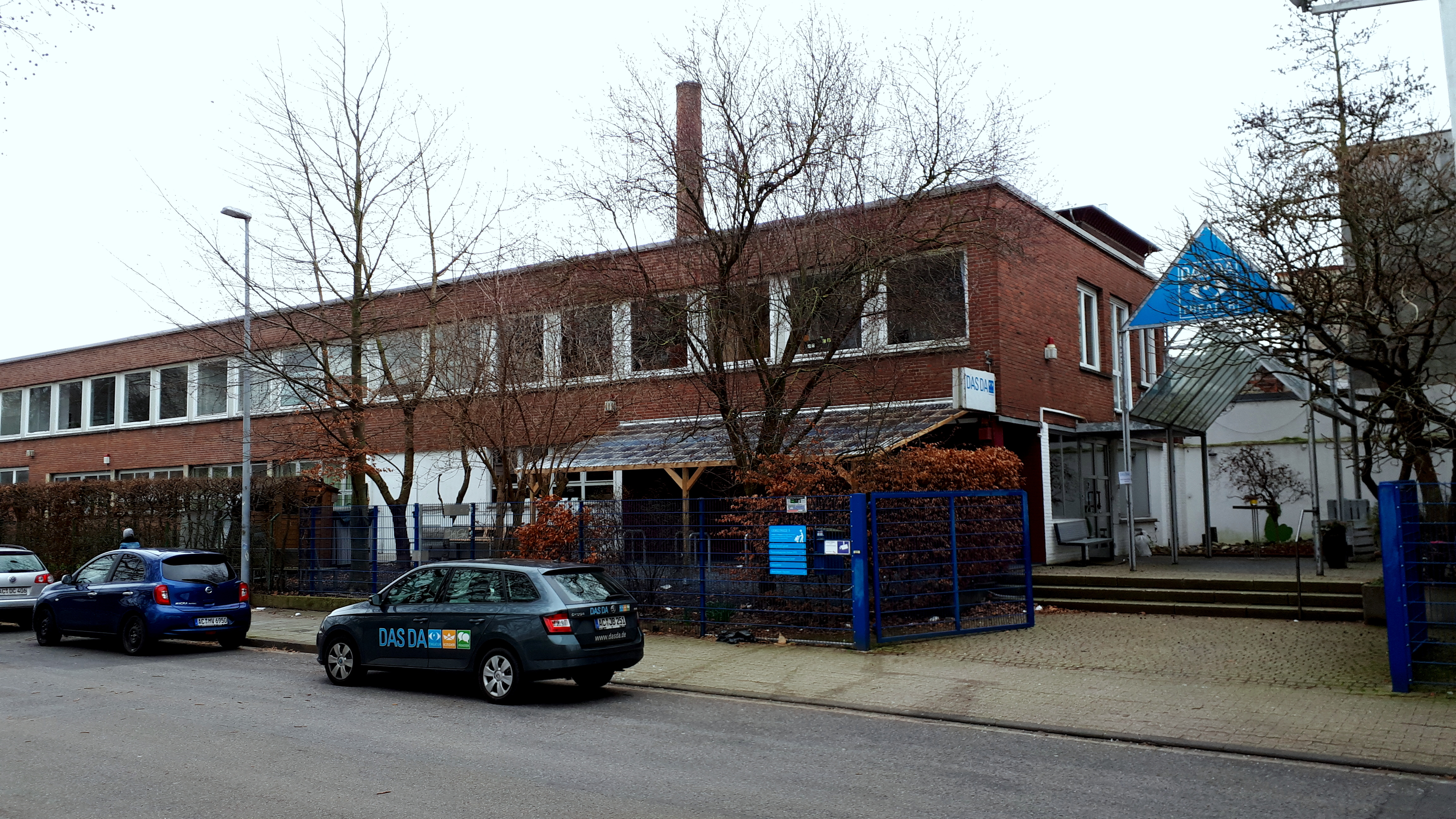
Das-Da-Theater

Nach Abschluss der Restaurierungs- und Sanierungsarbeiten an den denkmalgeschützten Bauten des vormaligen Schlachthofes und der auf die neuen Nutzer zugeschnittenen modernen Aus-, An- und Neubaumaßnahmen zu Gewerbe-, Büro- und Veranstaltungsräumen haben sich mehrere Unternehmen vorwiegend aus der Dienstleistungsbranche in den Objekten niedergelassen.
So hat unter anderem seit 2009 im Direktionsgebäude eine Bürogemeinschaft aus der Kommunikationstechnik ihre Arbeit aufgenommen und seit 2013 im ehemaligen Wasserturm die P3 Ingenieurgesellschaft (seit 2019 umlaut) ihren Hauptsitz eingerichtet sowie seit 2015 die Bogenhalle ohne den Uhrenturm für ihre Messwagen und als Besprechungszentrale herrichten lassen. Zu Eventräumen umgestaltet wurden die Kälbermarkthalle, die von der Großraumdiskothek Starfish übernommen wurde, und die Kälberschlachthalle, in der unter anderem der Mädelsflohmarkt und die Comiciade abgehalten werden. In die alte Schweineschlachthalle ist eine Autowerkstatt für noble Rennwagen eingezogen und die ehemalige Rinderschlachthalle dient ebenso wie der Großteil der Verkehrshalle als Raum für unterschiedliche Bürogemeinschaften, darunter ein überregional agierender Eventmanager. In der alten Kuttlerei mit dem Düngerhaus und in der Pferdeschlachthalle sowie im Schauamt haben sich eine Schreinerei, eine Fensterwerkstatt, ein Restaurator und andere Handwerksbetriebe niedergelassen.
Bogenhalle und Uhrenturm standen schon früh im Fokus der RWTH Aachen und waren ein eigenständiges Projekt des Lehr- und Forschungsgebietes Denkmalpflege und Bauforschung der Hochschule. Schließlich übernahm zunächst die P3 Ingenieursgesellschaft die Halle und ließ diese für rund 4 Mio. Euro für ihre Zwecke herrichten, bevor 2016 der Lehrstuhl für Fertigungsmesstechnik und Qualitätsmanagement des Werkzeugmaschinenlabors (WZL) ebenfalls dort einzog. Der Uhrenturm dient weiterhin als Treppenhaus und bietet kleinteilige Nutzungsflächen für Bürogemeinschaften.
Darüber hinaus gehören im weiteren Sinne auch das Das-Da-Theater hinter dem Wasserturm zum Areal des Aachener Schlachthofes sowie mehrere Gewerbe- und Büroneubauten, die erst in jüngster Zeit auf Flächen ehemaliger zerstörter Gebäude oder auf Brachflächen aufgebaut worden sind oder noch aufgebaut werden. Als Grundlage dazu dient eine Studie zur „Standort- und Marktanalyse der Gewerbeflächen Aachen-Nord“ des Architekturbüros Kadawittfeldarchitektur in Zusammenarbeit mit dem WZL, die schwerpunktmäßig die langfristigen Planungen für den Strukturwandel in dem gesamten Gewerbegebiet sowie die Neugestaltung der dortigen Infrastruktur über den Förderzeitraum des Projektes Soziale Stadt hinaus zum Ziel hat.